# Степной (Усть-Калманский район)
Степно́й  посёлок в Усть-Калманском районе Алтайского края России. Входит в состав Чарышского сельсовета.

## История
Посёлок образован в советский период России, когда создавались и развивались колхозы и совхозы, и на их базе возникали отделения, полевые станы и МТС.

## География
Посёлок находится в лесостепной зоне района, возле небольшого водоёма.
Климат
Климат резко континентальный, соответствует умеренно теплой климатической зоне. В январе средняя температура атмосферы – минус 17,7°C, в июле – плюс 19,8°C. Период без морозов составляет 120-130 дней в году. Годовое количество солнечных дней 250-260.
Годовое количество осадков в западной части 350-450 мм, в восточной – 500-600 мм. Господствующие ветры юго-западные . 
Расстояние до
- районного центра Усть-Калманка 8 км.
- областного центра Барнаул 139 км.

Уличная сеть
В селе 4 улицы: Заречная, Центральная, Котельная и Овражная.
Ближайшие села
Чарышское 7 км, Западный 9 км, Пономарево 9 км, Усть-Камышинка 11 км, Дружба 11 км, Новый Чарыш 12 км, Кабаново14 км, Нижняя Гусиха 20 км.

## Население
| 1997 | 1998 | 1999 | 2000 | 2001 | 2002 | 2003 |
| ---- | ---- | ---- | ---- | ---- | ---- | ---- |
| 167  | ↗169 | ↘157 | ↗164 | ↗179 | ↘153 | ↘149 |
| 2004 | 2005 | 2006 | 2007 | 2008 | 2009 | 2010 |
| →149 | ↗160 | ↘153 | ↘147 | ↘145 | ↘135 | ↘90  |
| 2011 | 2012 | 2013 |      |      |      |      |
| ↗92  | ↘87  | ↗88  |      |      |      |      |

## Инфраструктура
Степная муниципальная общеобразовательная школа, ФАП, магазин. Почтовое отделение, обслуживающее жителей посёлка Степной, находится в административном центре Чарышское. 